# ジョージア経済・持続的発展省
ジョージア経済・持続的発展省（ジョージアけいざい・じぞくてきはってんしょう、グルジア語: საქართველოს ეკონომიკური განვითარების სამინისტრო）は、ジョージアの国内経済活動の管理統制を担当する行政機関。本部はトビリシ所在。

## 歴史
ソビエト連邦の崩壊後に「経済産業貿易省」として設立。2003年に「経済開発省」と改称した後、2010年の省庁再編にて「経済・持続的発展省」に改名。

## 業務
同省の主たる業務は、効果的な経済政策を活用し、国の経済成長を促すインセンティブを提供することである。国の経済政策はジョージア政府の2004年度–2009年度のアクションプラン『For United and Powerful Georgia』にて文書化されている。この経済政策では、マクロ的な経済政策や、民間部門における起業家スピリッツの向上などが挙げられている。
法律で定められた権限と主な業務は、次の通り。
- 持続可能な経済発展を実現するために、国の経済状況、経済成長を分析し、経済政策を策定する。
- 国の持続可能な開発のための対策を精緻化し、実施し、調整する。生産、建設、輸送、サービスの分野での資源節約型の生産の促進、エネルギー効率の高い活動の促進と調整、環境に優しい経済の促進に必要な措置を実施する。
- 国際経済関係の発展、貿易政策の方向性および優先順位の明確化、外国・地域・国際機関との政府間貿易経済プロジェクトの展開についての交渉を調整し、参加し、ジョージアの貿易体制の開発に取り組む。国際的な支援を集め、国家における最重要プロジェクトを実施するために、国際経済および金融機関、およびその地域組織と協力する。
- 投資、イノベーション、およびそれらに関連する計画を支援する政策を策定および監理する。規制緩和の政策を策定および遂行する。メリットのある投資環境の形成を促進し、それを実現するために必要な措置を調整および監視する。
- 観光およびリゾート開発に関する政策を策定し、実施する。
- 国の優先事項に従って、最新の技術を継続的に開発し、最大限の経済効率を確保する。
- 輸送分野における統一的な国家政策を策定し、遂行する。輸送分野の規制と管理を行う。
- 国内の財源の活用を最大化、資本市場を発展、ジョージアの年金制度改革を実施する。
- 国のブランドを開発し、潜在的な投資家とパートナー、観光客、その他の訪問者からの評判を高める。
- 国の優先順位と需要に従って、生産とサービスを促進する。

## 下部組織
- 国有財産庁
- 標準計量庁
- 統一認証評価センター
- 観光局
- 陸運局
- 海運局
- 民間航空局
- 水路局
- 技術産業監督庁
- 製造局
- イノベーションおよびテクノロジー局
- 鉱物局
- 石油ガス局

## 歴代大臣
| 代                   | 氏名                         | 在任期間         | 在任期間         | 備考             |
| 代                   | 氏名                         | 開始             | 終了             | 備考             |
| 経済産業貿易大臣     | 経済産業貿易大臣             | 経済産業貿易大臣 | 経済産業貿易大臣 | 経済産業貿易大臣 |
| -------------------- | ---------------------------- | ---------------- | ---------------- | ---------------- |
| 1                    | タマズ・グヴェレシアニ       | 1990年           | 1991年           |                  |
| 2                    | グラム・アブサンゼ           | 1991年           | 1992年1月6日     |                  |
| 3                    | ミヘイル・ジブティ           | 1992年11月24日   | 1993年12月10日   |                  |
| 4                    | ヴラディミル・パパヴァ       | 1993年12月10日   | 1994年6月24日    | 代行             |
| 4                    | ヴラディミル・パパヴァ       | 1994年6月24日    | 2000年5月14日    |                  |
| 5                    | イヴァネ・チハルティシヴィリ | 2000年5月14日    | 2001年11月       |                  |
| 6                    | ギオルギ・ガチェチラゼ       | 2001年11月       | 2003年11月       |                  |
| 経済開発大臣         |                              |                  |                  |                  |
| 7                    | イラクリ・レフヴィアシヴィリ | 2004年2月17日    | 2004年6月1日     |                  |
| 8                    | カハ・ベンデュキゼ           | 2004年6月1日     | 2004年12月14日   |                  |
| 9                    | アレクシ・アレクシヴィリ     | 2004年12月17日   | 2005年6月30日    |                  |
| 10                   | イラクリ・チョゴヴァゼ       | 2005年6月30日    | 2006年11月10日   |                  |
| 11                   | イラクリ・オクルアシヴィリ   | 2006年11月10日   | 2006年11月17日   |                  |
| 12                   | ギオルギ・アルヴェラゼ       | 2006年11月20日   | 2008年11月2日    |                  |
| 13                   | エカテリネ・シャラシゼ       | 2008年11月2日    | 2008年12月9日    |                  |
| 14                   | ラシャ・ズヴァニア           | 2008年12月9日    | 2009年8月21日    |                  |
| 15                   | ズラブ・ポロリカシヴィリ     | 2009年8月26日    | 2010年6月25日    |                  |
| 経済・持続的発展大臣 |                              |                  |                  |                  |
| 16                   | ヴェラ・コバリア             | 2010年6月30日    | 2012年10月25日   |                  |
| 17                   | ギオルギ・クヴィリカシヴィリ | 2012年10月25日   | 2015年9月1日     |                  |
| 18                   | ディミトリ・クムシシヴィリ   | 2015年9月1日     | 2016年11月27日   |                  |
| 19                   | ギオルギ・ガハリア           | 2016年11月27日   | 2017年11月13日   |                  |
| 20                   | ディミトリ・クムシシヴィリ   | 2017年11月13日   | 2018年6月21日    |                  |
| 21                   | ギオルギ・チェルケジシヴィリ | 2018年6月21日    | 2018年7月14日    |                  |
| 22                   | ギオルギ・コブリア           | 2018年7月14日    | 2019年4月18日    |                  |
| 23                   | ナティア・トゥルナヴァ       | 2019年4月18日    |                  |                  |